# مونای (امارات)
مونای یک منطقهٔ مسکونی در امارات متحده عربی است که در رأس‌الخیمه واقع شده‌است. مونای ۲۸۴ متر بالاتر از سطح دریا واقع شده‌است.